# Eucerotinae
Eucerotinae sind eine kleine, fast weltweit verbreitete Unterfamilie der Schlupfwespen. Es sind derzeit nur zwei Gattungen bekannt, Euceros mit ca. 50 Arten und Barronia mit nur einer Art in Chile. In Deutschland kommen 4 Arten vor.
Im Gegensatz zu den allermeisten Schlupfwespen sind diese Hyperparasitoide.

## Morphologie
Eucerotinae sind kleine bis mittelgroße Schlupfwespen, mit einer Vorderflügellänge von 4 bis 11 mm. Die Männchen der Eurcerotinae können meist leicht an den Antennen erkannt werden, deren mittlere Glieder meist abgeflacht sind. Bei den Weibchen sind die mittleren Antennenglieder nur leicht abgeflacht oder ausgedehnt. Der Clypeus ist nicht durch eine Rinne vom Gesicht getrennt. Der Ovipositor ist sehr kurz und nur wenig sklerotisiert.
Kürzlich wurde eine Euceros Art (Männchen) beschrieben, deren neuntes bis elftes Antennenglied durch lange geköpfte Auswüchse charakterisiert ist, E. trispina.

## Lebensweise

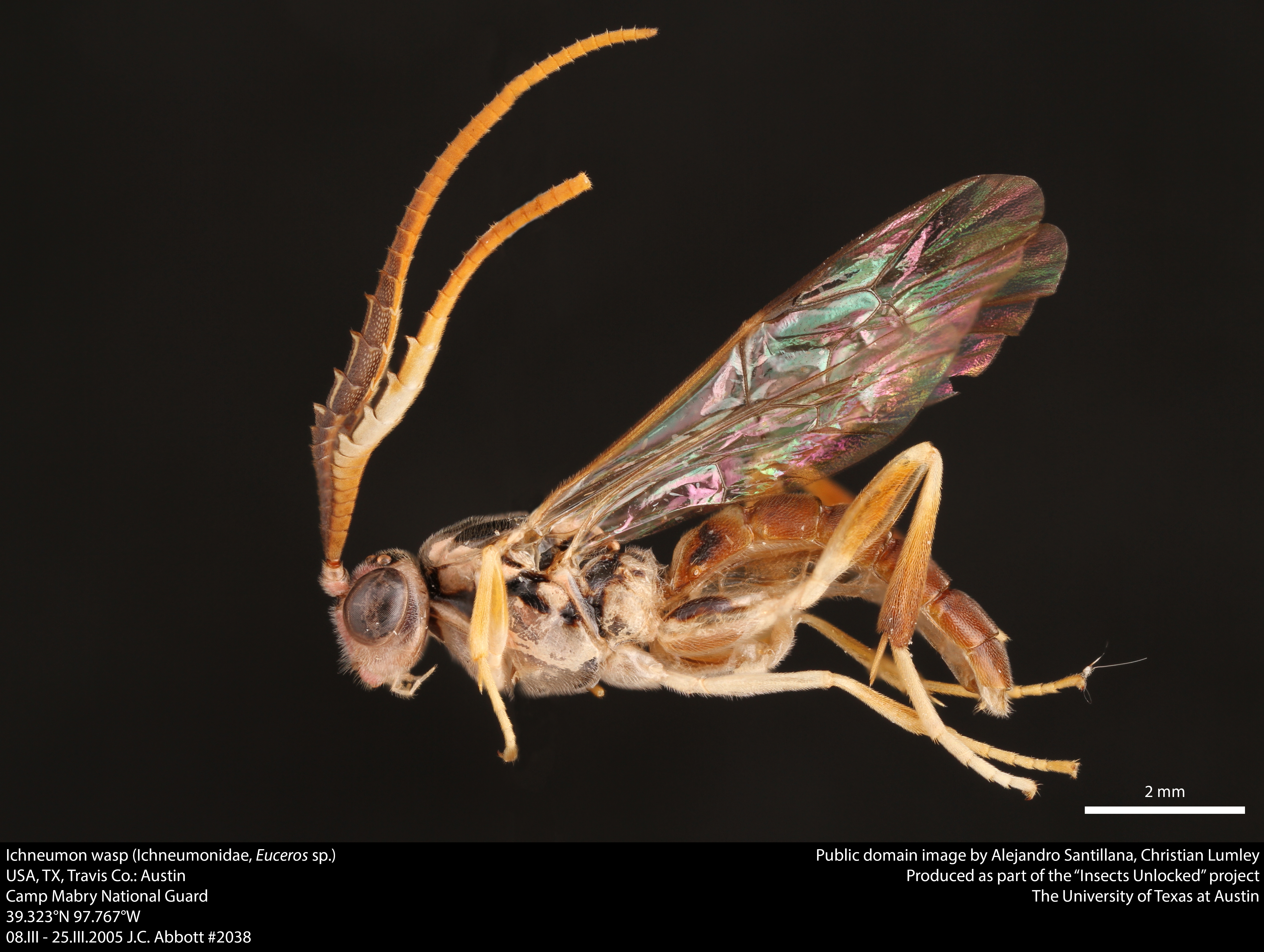
Euceros sp., Männchen (aus USA)

Die Lebensweise ist für Schlupfwespen außergewöhnlich und sehr komplex. Sie wurde nur für wenige Arten von Euceros gut dokumentiert, scheint jedoch bei den meisten Arten ähnlich zu sein.
Eucerotinae sind Hyperparasiten, die ihre gestielten Eier auf Blätter (oder zum Beispiel Kiefernnadeln) legen. Die junge Larve schlüpft aus dem Ei. Sie ist sehr stark sklerotisiert und beweglich, vom Typ einer Planidiumlarve. Sie wartet auf der nun leeren Eihülle auf eine Schmetterlingsraupe oder eine Larve einer Blattwespe. Diese ist Sekundärwirt und dient zunächst als Transportmittel. Die Euceros-Larve bewegt sich auf der „Transportlarve“ zu einer Hautfalte und befestigt sich dort mit Hilfe ihrer Mundwerkzeuge. Wenn sich nun die Sekundärwirtslarve häutet, dann beißt sich die Euceros-Larve durch das alte Integument (die abgestoßene Larvenhaut) und verbeißt sich wieder an derselben Stelle der Sekundärwirtslarve in der neuen Haut. Die Euceros-Larve kann von der Transportlarve Hämolymphe fressen, indem sie sich durch die Haut bohrt. Wenn die Sekundärwirtslarve von einer Schlupfwespe oder einer Brackwespe parasitiert wird, dann kann die Euceros-Larve ihre Entwicklung fortsetzen, indem sie diese parasitiert, wobei vermutlich ein Larvenstadium endoparasitisch ist und drei weitere ektoparasitisch sind. Falls die Transportlarve nicht parasitiert wird, kann sich die Euceros-Larve nicht weiterentwickeln.
Als primäre Wirte kommen Schlupfwespen der Anomaloninae, Banchinae, Campopleginae, Ctenopelmatinae, Ophioninae, Cryptinae oder Tryphoninae vor.
Um den Fortpflanzungserfolg zu ermöglichen, legen die Weibchen einerseits sehr viele Eier (mehrere Tausend) und andererseits wählen sie Orte, an denen die Sekundärwirte (Schmetterlingsraupen und Blattwespenlarven) häufig sind und im Laufe ihrer Nahrungsaufnahme mit großer Wahrscheinlichkeit an der Euceros-Larve vorbeikommen. Wenn diese nämlich keine Transportlarve findet, muss sie sterben.
Die Entwicklung der Gattung Euceros ist sehr ähnlich wie die der Hautflüglerfamilie der Trigonalidae, bei welcher jedoch das Ei von der Transportlarve (Säkundärwirt) gefressen werden muss und innerlich transportiert wird.

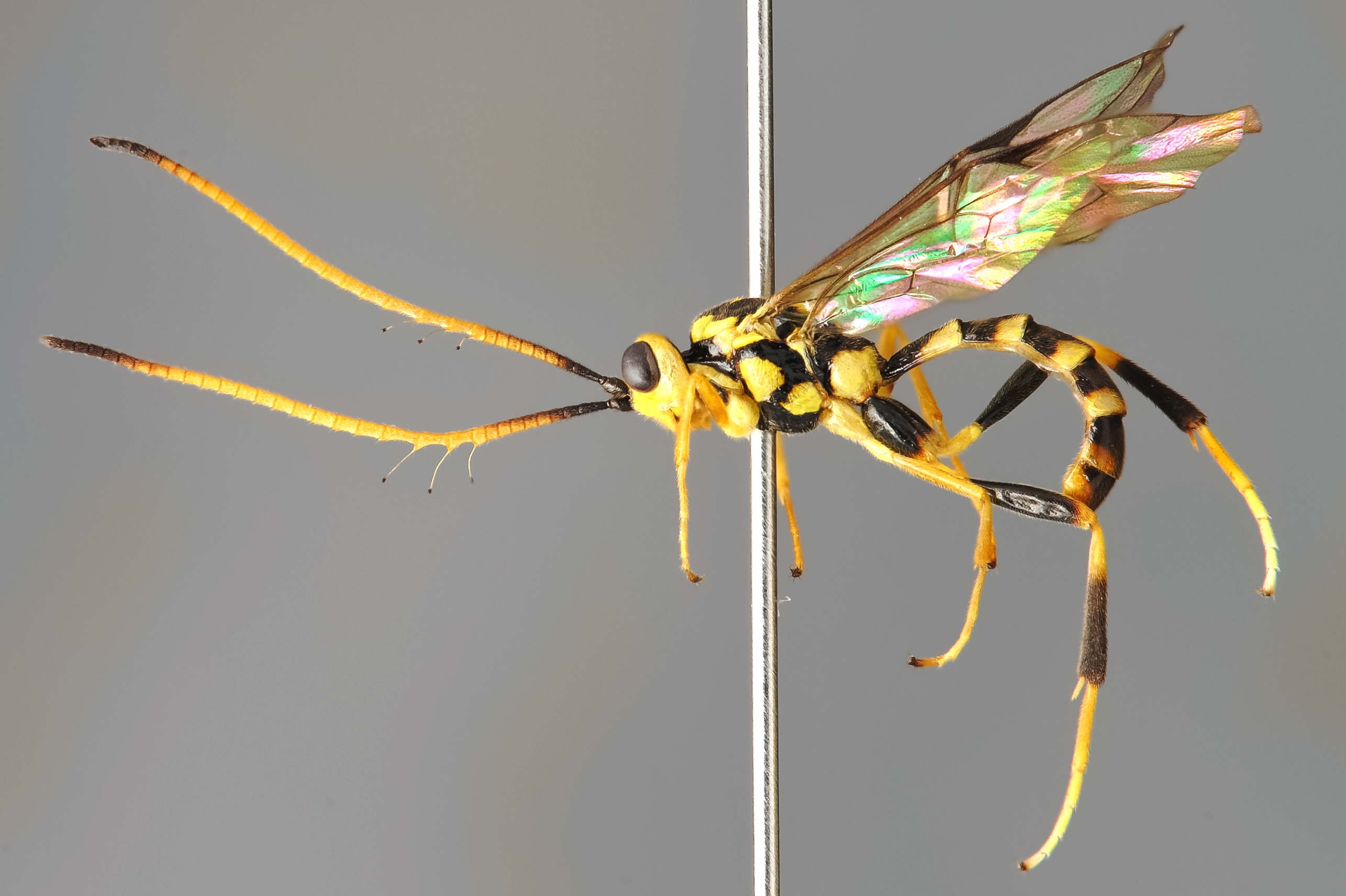
Euceros trispina (Männchen) aus China, mit drei Dornen an der Antenne

## Systematik
Die Gattung Euceros wurde teilweise zu den Tryphoninae oder zu den Ctenopelmatinae gestellt, dann aber als eigene Unterfamilie, Eucerotinae betrachtet. Die Stellung der Eucerotinae innerhalb der Schlupfwespen ist unklar, es wurde unter anderem eine Stellung in der Nähe der Agriotypinae diskutiert.
Die Gattung Euceros ist monophyletisch und kann in zwei Kladen eingeteilt werden, eine kleinere Gruppe mit den Arten E. annulicornis, E. coxalis, E. croceus, E. gilvus, E. incisurae, E. limatus, E. maculicornis, E. melleus, E. ruficeps und E. signicornis. Die anderen Arten der Gattung gehören zur zweiten Gruppe, der ebenfalls monophyletischen E. frigidus-Gruppe.
Im Jahr 2002 wurde eine zweite Gattung der Eucerotinae mit einer Art aus Chile beschrieben, Barronia araucaria, die zu Euceros im Schwesterngruppen-Verhältnis steht. Es wird vermutet, dass die Eucerotinae eine Gondwana-Reliktgruppe darstellen, also in der frühen Kreidezeit entstanden sind.
In Deutschland kommen folgende Arten von Euceros vor:
- Euceros albitarsus Curtis, 1837
- Euceros prurinosus (Gravenhorst, 1829)
- Euceros serricornis Haliday, 1839
- Euceros superbus Kriechbaumer, 1888 (syn. E. sapporensis und E. kiushuensis)[8]